# Yoan Severin
Pour les articles homonymes, voir Severin (patronyme).
Yoan Severin, né le 24 janvier 1997 à Villeurbanne, est un footballeur international français qui évolue au poste de défenseur central au Servette FC.

## Biographie

### Carrière en club
En juillet 2018, il signe dans le club de Genève, le Servette FC pour une durée de 3 ans.
Début février 2021, il prolonge son contrat de 2 ans supplémentaires grâce à ses bonnes performances,.
Le 4 janvier 2023, il prolonge son contrat de 3 ans supplémentaires, soit jusqu'en 2026.
En mai 2024, il prolonge encore son contrat avec le club du bout du Lac Léman, jusqu'en 2028.
En juin 2024, il remporte avec le club grenat la Coupe de Suisse, le premier depuis 23 ans.